# رود ارزنگ
 رود ارزنگ یک رود در حوضه آبریز دریاچه نمک در استان البرز ایران است که از البرز سرچشمه می‌گیرد. این رود در ارتفاع ۱۷۷۹ متری واقع شده است.